# 인지 노동
인지 노동(cognitive labor)은 많은 여성들이 관계와 가족에서 수행하는 눈에 보이지 않는 정신적 작업을 가리키는 사회학적, 페미니즘적 개념이다. 눈에 보이지 않는 노동, 감정노동, 무보수 노동과 관련되어 있으며, '실행'하는 것 외에 계획하고, 정리하고, 일정을 잡고, 관리하고, 고민하는 데 드는 비용을 강조한다. 인지 노동의 분배는 여성에게 불균형적으로 이루어진다. 대부분의 인지 노동을 처리하는 것은 여성이 기회를 추구하거나 더 큰 건강과 행복을 달성하는 것을 방해하는 부담이다. 인지 노동의 균형을 맞추기 위한 권장 사항은 인지 노동을 더욱 명확하고 가시적으로 만드는 것이다.